# Der Stern der Cherokee
Der Stern der Cherokee (englischer Originaltitel: The Education of Little Tree) ist eine Novelle, die Asa Earl Carter unter dem Pseudonym Forrest Carter geschrieben hat. Sie wurde 1976 von Delacorte Press veröffentlicht. Viele der Leser waren angetan von der vermittelten Botschaft (einfaches Leben, Wertschätzung von Traditionen, Liebe zur Natur). Es entstand jedoch eine Kontroverse, als im Jahr 1991 durch einen vom Geschichtsprofessor Dan T. Carter veröffentlichten Artikel "The Transformation of a Klansman" in der New York Times publik wurde, dass der Autor ein Mitglied des Ku-Klux-Klans gewesen war.

## Handlung
Die Novelle beginnt in den 1930er Jahren, als der fünfjährige Little Tree bei seinen Cherokee-Großeltern einzieht. Diese bringen dem Jungen wertvolle Lektionen über die Natur, Spiritualität, das Leben der Cherokee und das Leben in den Bergen bei.
Der Großvater brennt zur Zeit der Prohibition heimlich Whiskey, wird aber als sympathisch und großherzig dargestellt. Little Tree wird seinen Großeltern weggenommen und in ein Waisenhaus gebracht. Dort wird er mit Vorurteilen über die Indianer konfrontiert. Schließlich befreit ihn sein Großvater.

## Kontroverse
Eine Kontroverse entstand als die wahre Identität von Asa Earl Carter bekannt wurde. Es wurde der Vorwurf erhoben, dass Indianer in dem Buch als „edle Wilde“ porträtiert würden.
Außerdem wurde dem Autor vorgeworfen, sein Buch würde fälschlicherweise wie Memoiren wirken. Tatsächlich ist die Handlung des Buches frei erfunden.